# Mistrzostwa Świata w Saneczkarstwie 2005
36. Mistrzostwa świata w saneczkarstwie 2005 odbyły się w dniach 18 - 20 lutego w amerykańskim Park City. Rozegrane zostały cztery konkurencje: jedynki kobiet, jedynki mężczyzn, dwójki mężczyzn oraz zawody drużynowe. W tabeli medalowej najlepsze były Niemcy.

## Wyniki

### Jedynki kobiet
Szczegółowe wyniki:
| Medal | Zawodniczka          | Narodowość        | Czas     | Strata  |
| ----- | -------------------- | ----------------- | -------- | ------- |
|       | Sylke Otto           | Niemcy            | 1:28.056 |         |
|       | Barbara Niedernhuber | Niemcy            | 1:28.284 | + 0.228 |
|       | Anke Wischnewski     | Niemcy            | 1:28.366 | + 0.310 |
| 4.    | Ashley Hayden        | Stany Zjednoczone | 1:28.499 | + 0.443 |
| 5.    | Natalija Jakuszenko  | Ukraina           | 1:28.696 | + 0.640 |
| 6.    | Sonja Manzenreiter   | Austria           | 1:28.782 | + 0.726 |
| 7.    | Veronika Halder      | Austria           | 1:28.869 | + 0.813 |
| 8.    | Anna Orlova          | Łotwa             | 1:28.871 | + 0.815 |
| ...   | ...                  | ...               | ...      | ...     |
| 18.   | Ewelina Staszulonek  | Polska            | 1:29.618 | + 1.562 |

### Jedynki mężczyzn
Szczegółowe wyniki:
| Medal | Zawodnik          | Narodowość        | Czas     | Strata  |
| ----- | ----------------- | ----------------- | -------- | ------- |
|       | Armin Zöggeler    | Włochy            | 1:30.617 |         |
|       | Georg Hackl       | Niemcy            | 1:30.770 | + 0.153 |
|       | David Möller      | Niemcy            | 1:30.784 | + 0.167 |
| 4.    | Jan Eichhorn      | Niemcy            | 1:30.893 | + 0.276 |
| 5.    | Markus Kleinheinz | Austria           | 1:31.001 | + 0.384 |
| 6.    | Stefan Höhener    | Szwajcaria        | 1:31.088 | + 0.471 |
| 7.    | Tony Benshoof     | Stany Zjednoczone | 1:31.110 | + 0.493 |
| 8.    | Reinhold Rainer   | Włochy            | 1:31.147 | + 0.530 |
| ...   | ...               | ...               | ...      | ...     |
| 34.   | Przemek Pochłód   | Polska            | 1:34.007 | + 3.390 |

### Dwójki mężczyzn
Szczegółowe wyniki:
| Medal | Zawodnicy                                 | Narodowość        | Czas     | Strata  |
| ----- | ----------------------------------------- | ----------------- | -------- | ------- |
|       | André Florschütz/Torsten Wustlich         | Niemcy            | 1:28.091 |         |
|       | Patric Leitner/Alexander Resch            | Niemcy            | 1:28.103 | + 0.012 |
|       | Mark Grimmette/Brian Martin               | Stany Zjednoczone | 1:28.215 | + 0.124 |
| 4.    | Christian Oberstolz/Patrick Gruber        | Włochy            | 1:28.282 | + 0.191 |
| 5.    | Gerhard Plankensteiner/Oswald Haselrieder | Włochy            | 1:28.363 | + 0.272 |
| 6.    | Preston Griffal/Dan Joye                  | Stany Zjednoczone | 1:28.402 | + 0.311 |
| 7.    | Ľubomír Mick/Walter Marx                  | Słowacja          | 1:28.519 | + 0.428 |
| 8.    | Markus Schiegl/Tobias Schiegl             | Austria           | 1:28.574 | + 0.483 |
| ...   | ...                                       | ...               | ...      | ...     |
| 19.   | Marcin Piekarski/Krzysztof Lipiński       | Polska            | 1:30.911 | + 2.820 |

### Drużynowe
Szczegółowe wyniki:
| Medal | Zawodnicy                                                                      | Narodowość        | Czas     | Strata  |
| ----- | ------------------------------------------------------------------------------ | ----------------- | -------- | ------- |
|       | André Florschütz/Torsten Wustlich/Sylke Otto/Georg Hackl                       | Niemcy            | 2:15.696 |         |
|       | Mark Grimmette/Brian Martin/Ashley Hayden/Tony Benshoof                        | Stany Zjednoczone | 2:15.859 | + 0.163 |
|       | Christian Oberstolz/Patrick Gruber/Anastasia Oberstolz-Antonowa/Armin Zöggeler | Włochy            | 2:15.933 | + 0.237 |
| 4.    | Markus Schiegl/Tobias Schiegl/Sonja Manzenreiter/Markus Kleinheinz             | Austria           | 2:16.046 | + 0.350 |
| 5.    | Iwan Niewmierżycki/Władimir Prochorow/Aleksandra Rodionowa/Albert Diemczenko   | Rosja             | 2:16.550 | + 0.854 |
| 6.    | Grant Albrecht/Eric Pothier/Regan Lauscher/Jeff Christie                       | Kanada            | 2:16.562 | + 0.866 |
| 7.    | Ľubomír Mick/Walter Marx/Veronika Sabolova/Jaroslav Slavik                     | Słowacja          | 2:17.311 | + 1.615 |
| 8.    | Goro Hayashibe/Masaki Toshiro/Madoka Harada/Takahisa Oguchi                    | Japonia           | 2:18.171 | + 2.475 |
| 9.    | Marcin Piekarski/Krzysztof Lipiński/Ewelina Staszulonek/Przemysław Pochłód     | Polska            | 2:18.557 | + 2.861 |
| 10.   | Juris Šics/Andris Šics/Anna Orlova/Mārtiņš Rubenis                             | Łotwa             | 2:25.073 | + 9.377 |

## Klasyfikacja medalowa
| Miejsce | Państwo           |   |   |   | Razem |
| ------- | ----------------- | - | - | - | ----- |
| 1.      | Niemcy            | 3 | 3 | 2 | 8     |
| 2.      | Włochy            | 1 | 0 | 1 | 2     |
| 3.      | Stany Zjednoczone | 0 | 1 | 1 | 2     |